# Jöns Bengtsson Oxenstierna
Jöns Bengtsson Oxenstierna (1417 – 15 dicembre 1467) fu co-reggente della Svezia (sotto l'Unione di Kalmar), con Erik Axelsson Tott, nel 1457, reggente dal 1465 al 1466 e arcivescovo di Uppsala dal 1448 fino alla sua morte.